# Schuilen bij jou
Schuilen bij jou is een lied van de Nederlandse beatgroep The Kik. Het werd in 2014 als single uitgebracht.

## Achtergrond
Schuilen bij jou is geschreven door Dave von Raven, Guido Joseph, Jan Derks, Joshua Nolet, Wouter Heeren en Wouter Prudon. Het is een nummer dat past in de genres kleinkunst en softrock en is een hertaling van In Your Arms van Chef'Special uit 2014. In het lied wordt er gezongen over het missen van een geliefde en hoe de liedverteller altijd bij de ander kon zijn. Von Raven vertelde dat hij met de hertaling zo dicht mogelijk bij het origineel wilde blijven.
De band bracht het nummer voor het eerst ten gehore op 14 augustus 2014 bij radioprogramma GIEL van Giel Beelen op NPO 3FM. Dit radio-optreden was wegens het toen aankomende optreden van de band op Lowlands dat jaar. Voor het radio-optreden had Von Raven, de zanger en hertaler van de beatgroep, slechts enkele dagen van tevoren het nummer van Chef'Special hertaalt. Het lied werd erg positief ontvangen; Beelen zat met tranen in de studio, Von Raven kreeg op dezelfde dag van het optreden een bericht van Nolet, de zanger van Chef'Special, waarin stond dat hij het geweldig vond en ook door luisteraars werd er positief gereageerd. Hierop besloot de band, in overleg met Beelen, Chef'Special en de platenlabels Excelsior Recordings en Top Notch, om het nummer in een studio op te nemen en uit te bregen als single. Dit gebeurde een week nadat de band het op de radio voor het eerst ten gehore bracht. 

## Hitnoteringen
De band had succes met het lied in Nederland. Het piekte op de 61e plaats van de Single Top 100 en stond twee weken in deze hitlijst. De Top 40 werd niet bereikt; het lied bleef steken op de tiende plaats van de Tipparade.